# USS Manley (DD-74)
USS Manley (DD-74/AG-28/APD-1) là một tàu khu trục của Hải quân Hoa Kỳ thuộc lớp Caldwell được chế tạo và phục vụ trong Chiến tranh Thế giới thứ nhất. Được cho ngừng hoạt động không lâu sau khi chiến tranh kết thúc, nó được cho hoạt động trở lại vào năm 1930, xếp lại lớp với ký hiệu AG-28 như một tàu tiện ích phụ trợ vào năm 1938; rồi trở thành APD-1, tàu vận chuyển cao tốc đầu tiên của Hải quân Mỹ, vào năm 1940. Trong Chiến tranh Thế giới thứ hai, Manley phục vụ thuần túy tại Mặt trận Thái Bình Dương cho đến khi chiến tranh kết thúc, được tặng thưởng 5 Ngôi sao Chiến đấu cùng danh hiệu Đơn vị Tưởng thưởng Hải quân. Nó ngừng hoạt động năm 1945 và bị bán để tháo dỡ trong năm tiếp theo.

## Thiết kế và chế tạo
Là chiếc tàu chiến thứ hai của Hải quân Mỹ được đặt tên theo Hạm trưởng John Manley (khoảng 1733-1793), Manley được đặt lườn vào ngày 22 tháng 8 năm 1916 tại xưởng đóng tàu của hãng Bath Iron Works ở Bath, Maine. Nó được hạ thủy vào ngày 23 tháng 8 năm 1917, được đỡ đầu bởi cô Dorothy S. Sewall, và được đưa ra hoạt động vào ngày 15 tháng 10 năm 1917 dưới quyền chỉ huy của hạm trưởng, Đại tá Robert L. Berry. Manley được xếp lớp với ký hiệu lườn DD-74 vào ngày 17 tháng 7 năm 1920.

## Lịch sử hoạt động

### Chiến tranh Thế giới thứ nhất
Sau khi được trang bị tại Xưởng hải quân Boston, Manley khởi hành cùng với Đội Thiết giáp hạm 9 vào ngày 25 tháng 11 năm 1917 tham gia các hoạt động tuần tra và hộ tống đoàn tàu vận tải đặt căn cứ tại Queenstown, Ireland. Đang khi hộ tống một đoàn tàu vận tải vào sáng ngày 19 tháng 3 năm 1918, nó va chạm với tàu tuần dương phụ trợ Anh HMS Motagua làm kích nổ các quả mìn sâu của Motagua. Vụ nổ đã phá hủy phần đuôi của chiếc tàu khu trục, làm thiệt mạng 33 thủy thủ cùng với hạm phó của nó, Thiếu tá Hải quân Richard M. Elliot Jr.; các mảnh đạn còn làm thủng hai thùng chứa xăng 50 gallon và hai thùng chứa cồn 100 gallon, gây một đám cháy lan rộng suốt sàn tàu và bao trùm hết con tàu, vốn chỉ được dập tắt lúc về đêm. Sau đó, chiếc xà-lúp lớp Aubretia HMS Tamarisk đến gần tìm cách kéo nó nhưng không thành công. Manley tiếp tục trôi không kiểm soát cho đến khi được các tàu kéo Anh Blazer và Cartmel trợ giúp vào sáng ngày 20 tháng 3. Nó được kéo về đến Queenstown vào bình minh ngày hôm sau nữa với hơn 70 ft (21 m) thân tàu ngập dưới nước.

### Những năm giữa hai cuộc thế chiến
Manley hoàn tất việc sửa chữa tại Liverpool và lên đường vào ngày 22 tháng 12 năm 1918 để hoạt động tại khu vực dọc bờ Đông Hoa Kỳ. Nó khởi hành vào ngày 11 tháng 4 năm 1919 để gia nhập lực lượng hải quân Hoa Kỳ tại biển Adriatic, làm nhiệm vụ vận chuyển hành khách, thư tín cùng thực hiện các nhiệm vụ ngoại giao. Đến tháng 6 năm 1919 chiếc tàu khu trục bắt đầu vận chuyển hàng hóa, thư tín và nhân sự của Ủy ban Lương thực Hoa Kỳ đến các cảng của Thổ Nhĩ Kỳ ở Hắc Hải. Nó rời Địa Trung Hải quay trở về New York vào ngày 1 tháng 8 năm 1919 và được cho ngừng hoạt động tại Philadelphia, Pennsylvania vào ngày 14 tháng 6 năm 1922.
Chiếc tàu khu trục được cho hoạt động trở lại vào ngày 1 tháng 5 năm 1930 như một tàu thử nghiệm phóng ngư lôi tại Newport, Rhode Island. Đến ngày 19 tháng 8 năm 1930, nó gia nhập Hạm đội Tuần tiễu để tập trận dọc theo bờ Đông Hoa Kỳ và tại vùng biển Caribe; rồi thực hiện những nhiệm vụ tương tự tại khu vực bờ biển California ngoài khơi San Diego trong năm 1932. Manley quay lại hoạt động tại khu vực Đại tây Dương từ đầu năm 1933 cho đến khi lên đường vào ngày 10 tháng 9 năm 1935 hướng đến vùng kênh đào Panama và gia nhập Hải đội Đặc vụ tuần tra tại vùng biển Caribe.
Manley lên đường từ Norfolk, Virginia vào ngày 1 tháng 2 năm 1937, gia nhập Đội Khu trục 10 trong nhiệm vụ huấn luyện học viên mới. Vào ngày 26 tháng 10 năm 1937, nó khởi hành từ Boston, Massachusetts cùng với tàu khu trục Claxton để phục vụ cùng Hải đội 40-T trong việc bảo vệ lợi ích của Hoa Kỳ tại vùng Địa Trung Hải trong cuộc Nội chiến Tây Ban Nha. Nó hoạt động chủ yếu từ Villefranche, Naples, Algiers và Tangiers cho đến khi nó rời Gibraltar vào ngày 29 tháng 10 năm 1938, về đến Norfolk vào ngày 11 tháng 11. Manley được xếp lại lớp như một tàu tiện ích phụ trợ với ký hiệu lườn mới AG-28 vào ngày 28 tháng 11 năm 1938.

### Như một tàu phục trợ và tàu vận chuyển cao tốc
Manley được trang bị lại như một tàu vận chuyển binh lính tại Xưởng hải quân New York vào ngày 7 tháng 2 năm 1939. Lượt thực hành đổ bộ đầu tiên được tiến hành vào ngày 21 tháng 2 khi nó cho đổ bộ lực lượng thủy quân lục chiến lên vịnh Target thuộc đảo Culebra, mở đầu cho một loạt các cuộc thực tập đổ bộ xuống các bờ biển Virginia và North Carolina và tại vùng biển Caribe, vốn mang lại nhiều kinh nghiệm hữu ích cho các hoạt động trong chiến tranh sau này. Manley có một chuyến viếng thăm ngắn đến vùng bờ biển California vào mùa Xuân năm 1940 để thực hành đổ bộ thủy quân lục chiến ngoài khơi Coronado Roads. Quay trở lại khu vực Đại Tây Dương, Manley chính thức trở thành tàu vận chuyển cao tốc đầu tiên của Hải quân khi được xếp lại lớp với ký hiệu lườn APD-1 vào ngày 2 tháng 8 năm 1940.

### Chiến tranh Thế giới thứ hai

#### 1942
Lúc bình minh ngày 11 tháng 4 năm 1942, Manley vớt 290 người sống sót từ chiếc tàu chở hành khách SS Ulysses bị trúng ngư lôi, và đưa họ lên bờ tại Charleston, South Carolina vào ngày hôm sau. Đến ngày 13 tháng 7, nó vượt qua kênh đào Panama để hoạt động cùng Hạm đội Thái Bình Dương Hoa Kỳ. Ghé qua các quần đảo Society và Fiji, nó đi đến Espiritu Santo thuộc New Hebrides vào ngày 14 tháng 8, chất lên tàu những hàng hóa đặc biệt để chuyển đến Guadalcanal, vốn mới chiếm được một tuần trước đó. Chất đầy bom đạn và xăng dầu, nó cùng tàu khu trục Stringham lên đường vào ngày 16 tháng 8. Sau khi trao đổi hàng hóa lấy thương binh thủy quân lục chiến, chúng quay trở lại Espiritu Santo vào ngày 19 tháng 8. Manley nhận được lệnh kéo chiếc tàu khu trục Blue bị trúng ngư lôi quay trở lại cảng Tulagi trước khi trời tối; tuy nhiên do lực lượng hạm tàu nổi Nhật đang đến gần, Blue buộc phải bị đánh đắm bằng ngư lôi. Manley đưa 99 người sống sót lên tàu, và nó chỉ còn lại lượng nhiên liệu cho hai giờ chạy tàu khi về đến Espiritu Santo vào ngày 26 tháng 8.
Được lệnh cắt nhẹ mọi trọng lượng nặng ở phần trên cấu trúc thượng tầng, thủy thủ của nó tháo dỡ mọi thứ không cần thiết để sống sót, sơn lại con tàu một màu xanh lá rừng rậm và bao bọc nó với lưới ngụy trang. Chiếc tàu vận tải cao tốc thực hiện một chuyến đi khác đến Guadalcanal vào ngày 3 tháng 9. Sau khi các chiếc Little và Gregory bị đánh chìm trong đêm 5 tháng 9, nó đã cứu vớt năm người sống sót vào sáng hôm sau. Vào ngày 8 tháng 9, Manley tham gia một cuộc đổ bộ bất ngờ của Tiểu đoàn 1 biệt kích Thủy quân Lục chiến xuống Taivu Point, Giadalcanal. Thủy quân Lục chiến được cho đổ bộ lên bờ lúc 05 giờ 00, rồi được tăng cường bởi lính nhảy dù từ Manley lúc 11 giờ 30 phút. Trong quá trình trận đánh, nó đã bắn phá làng Tasimboko. Cuộc tấn công tỏ ra là một thành công lớn, đóng vai trò quan trọng trong chiến thắng sau cùng tại đây; khi hàng dự trữ thiết yếu, đạn dược và thiết bị của đối phương bị phá hủy cùng nhiều khẩu pháo 75 mm bị các xuồng đổ bộ Higgins kéo ra biển sâu. Các khẩu pháo lớn hơn bị phá hủy bằng chất nổ, và đạn được của chúng bị đánh chìm. Lực lượng đột kích trở lên tàu lúc 18 giờ 30 phút, và Manley đưa họ quay trở lại Lunga Point.
Trong khi nó đang bốc dỡ hàng, trạm chỉ huy trên bờ ra lệnh cho nó tiến hành với tốc độ tối đa, vì một cuộc bắn phá của các đơn vị hạng nặng Nhật Bản sắp diễn ra. Với 200 lính thủy quân lục chiến trên tàu, kể cả số người bị thương và tử trận, nó thu hồi mọi chiếc xuồng rồi nhổ neo lúc 21 giờ 10 phút hướng đến eo biển Lengo cùng với tàu khu trục McKean. Manley chỉ có đủ nhiên liệu cho một ngày hoạt động nên phải quay lại Tulagi vào ngày hôm sau. Lấy đủ nhiên liệu để đi đến Espiritu Santo, nó tiếp tục lên đường để sửa chữa tại Nouméa, New Caledonia.
Một đại đội biệt kích Thủy quân Lục chiến lên tàu vào ngày 31 tháng 10 với mệnh lệnh thiết lập một bãi đổ bộ tại vịnh Aola, Guadalcanal. Lực lượng Đặc nhiệm 65 đã đưa lực lượng Thủy quân Lục chiến lên bờ vào ngày 4 tháng 11, rồi binh lính từ Manley và McKean đến tăng cường cho họ vào ngày 8 tháng 11. Chiếc tàu chiến đấu rời Nouméa ngày 20 tháng 11 chở theo sáu quả ngư lôi, kéo theo hai chiếc tàu phóng lôi PT boat đồng thời hộ tống cho chiếc SS Pomona đi đến Espiritu Santo. Tại đây nó đón lên tàu một đại đội biệt kích khác và lên đường đi Lunga Point, Guadalcanal; cho các lính biệt kích lên bờ. Các chiếc PT boat và số ngư lôi được giao đến Tulagi thuộc quần đảo Solomon. Trong những tháng tiếp theo, chiếc tàu vận tải cao tốc luôn bận rộn với nhiệm vụ đầy thử thách vận chuyển tiếp liệu đến Guadalcanal và hộ tống các con tàu khác qua vùng biển Solomon nguy hiểm.

#### 1943-1944
Manley đi đến San Francisco, California vào ngày 12 tháng 6 năm 1943 để đại tu tại Xưởng hải quân Hunters Point. Đến ngày 1 tháng 8, nó lên đường đi Hawaii; từ Trân Châu Cảng nó hộ tống một đoàn tàu vận tải đi về phía Nam đến Funafuti, rồi tiếp nối các nhiệm vụ trước đây tại khu vực quần đảo Solomon. Nó quay về Trân Châu Cảng vào ngày 14 tháng 12 để tham gia Lực lượng Đổ bộ 5 chuẩn bị cho Chiến dịch Flintlock, cuộc tấn công chiếm đóng quần đảo Marshall. Manley lên đường vào ngày 22 tháng 1 năm 1944 cùng với Lực lượng Đặc nhiệm 52. Đến ngày 30 tháng 1 nó cùng với tàu khu trục Overton được cho tách ra thực hiện một cuộc tấn công lúc bình minh xuống các đảo Carter và Cecil thuộc đảo san hô Kwajalein. Mọi chiếc xuồng và binh lính được cho đổ bộ trước bình minh ngày 31 tháng 1, và đến 09 giờ 00 đã có báo cáo tiêu diệt 13 binh lính đối phương trên đảo với cái giá một binh sĩ Mỹ thiệt mạng và một người khác bị thương.
Hai chiếc tàu vận chuyển cao tốc được lệnh cho đổ bộ lực lượng trinh sát lên đảo Bennett trước bình minh ngày 5 tháng 2, và Manley được giao nhiệm vụ hỗ trợ hỏa lực. Khu vực được bảo vệ tốt, và kế hoạch diễn ra theo kế hoạch. Ba ngày sau nó lên đường trong thành phần bảo vệ tàu vận tải hướng đến Hawaii, đi đến Trân Châu Cảng vào ngày 15 tháng 2 để huấn luyện binh lính Lục quân cho các hoạt động đổ bộ tiếp theo. Ngày 30 tháng 5, Manley gia nhập Đội đặc nhiệm 52.15 và khởi hành cho chiến dịch chiếm đóng Saipan. Các tàu vận chuyển cao tốc đi đến ngoài khơi Saipan trong đêm 14 tháng 6, cho đổ bộ Thủy quân Lục chiến để thiết lập các bãi đổ bộ phía Nam Garapan vào ngày 16 tháng 6. Sau đó, ngoại trừ một chuyến đi đến Eniwetok để tiếp liệu cùng việc bắn phá ban đêm xuống thị trấn và sân bay ở Tinian vào các đêm 9, 12 và 18 tháng 7, Manley hoạt động trong thành phần bảo vệ vận tải cho đến ngày 22 tháng 7. Nó quay về đến Eniwetok trong ngày hôm đó, và sau một chuyến đi đến Kwajalein, lên đường đi Trân Châu Cảng, đến nơi vào ngày 9 tháng 8 và bắt đầu chuẩn bị cho hoạt động tiếp theo.
Vào ngày 10 tháng 9, Manley nhận lên tàu 50 tấn chất nổ và chuẩn bị như một tàu dự phòng cho các đội phá hoại dưới nước trong kế hoạch chiếm đóng Yap. Nó rời Trân Châu Cảng vào ngày 15 tháng 9, đi ngang qua Eniwetok để đến Manus thuộc quần đảo Admiralty. Sau đó Manley được phân về lực lượng bắn phá và hỗ trợ hỏa lực vốn được điều đến vịnh Leyte vào sáng sớm ngày 18 tháng 10. Sau khi tiến vào vịnh, nó được giao nhiệm vụ trạm bảo vệ cho khu vực vận chuyển phía Nam ở Dulag. Đến ngày 19 tháng 10, nó tiếp nhận những người bị thương từ tàu khu trục Ross để chuyển sang thiết giáp hạm Pennsylvania. Sau khi đặt một phao tiêu dẫn đường vào những giờ đầu tiên của ngày 20 tháng 10, nó lên đường vào chiều tối ngày 21 tháng 10 cùng với Đội vận chuyển 28 hướng đến Hollandia.
Trên đường đi, một phần đoàn tàu vận tải trong đó có Manley, được cho chuyển hướng đi đến cảng Seeadler ở Manus, và thả neo tại đây vào ngày 27 tháng 10. Sau một chuyến đi hộ tống đến New Guinea, Manley quay trở lại cảng Seeadler. Đến giữa tháng 12, nó chuyển sang đảo Noemfoor tiến hành thực tập chiến thuật và huấn luyện chuẩn bị cho việc giải phóng Luzon.

#### 1945
Manley lên đường vào ngày 4 tháng 1 năm 1945 trong thành phần một lực lượng tăng cường cho cuộc đổ bộ tại vịnh Lingayen, Luzon, cho đổ bộ binh lính trên tàu vào ngày 11 tháng 1. Hai ngày sau nó rời Lingayen hộ tống một đoàn tàu đổ bộ LST (Landing Ship Tank) thả neo tại vịnh Leyte vào ngày 18 tháng 1. Manley là một trong số bốn tàu vận chuyển cao tốc được phân công tấn công đổ bộ lên Nasugbu, Luzon vào ngày 31 tháng 1. Cùng các đơn vị thuộc Sư đoàn Nhảy dù 11, Manley đi đến vịnh Nasugbu vào ngày 31 tháng 1 và cho đổ bộ lực lượng chia làm hai đợt mà không vấp phải sự kháng cự. Xế trưa hôm đó nó quay trở lại Leyte, tiếp tục đi đến Mindoro để tiếp nhiên liệu, rồi hộ tống một đoàn tàu vận tải đi vịnh Subic.
Để ngăn cản lực lượng Nhật Bản rút lui trở lại Bataan, Manley cùng với Đội vận chuyển 100 và sáu xuồng đổ bộ LCI (Landing Craft Infantry) đưa khoảng 700 binh lính đổ bộ lên bờ ở Mariveles vào ngày 15 tháng 2. Đến ngày 17 tháng 2, nó cho đổ bộ binh lính lên Corregidor. Pháo đối phương ẩn nấp trên bờ đã nhắm vào các xuồng của nó, làm đắm một người và một sĩ quan Lục quân bị thương, nhưng cuộc đổ bộ thành công. Chiều tối hôm đó, chiếc tàu vận chuyển quay lại vịnh Subic.
Ngày 2 tháng 4, Manley tham gia vào lực lượng bảo vệ cho các tàu sân bay hộ tống, được chất đầy máy bay đặt căn cứ trên bờ để gửi đến Okinawa. Đợt thứ nhất của đội đặc nhiệm cho phóng máy bay lên để hạ cánh xuống Okinawa vào ngày 7 tháng 4. Ngày hôm sau đội đặc nhiệm của Manley tiếp cận các hòn đảo để tung ra số máy bay còn lại. Nó đã thả mìn sâu sau khi có báo cáo bắt gặp tàu ngầm đối phương trong lúc phóng máy bay; rồi sau đó hộ tống các tàu sân bay White Plains và Hollandia đến Guam.
Manley về đến San Diego, California vào ngày 23 tháng 5 để đại tu. Nó được xếp lại lớp với ký hiệu lườn DD-74 vào ngày 25 tháng 6, và lên đường vào ngày 24 tháng 7 hướng đến Xưởng hải quân Trân Châu Cảng, nơi nó được trang bị máy phóng dành cho mục tiêu giả. Trong khi đang giúp vào việc huấn luyện xạ thủ phòng không luyện tập chống lại các cuộc tấn công cảm tử kamikaze, cuộc xung đột kết thúc, và Manley rời khu vực quần đảo Hawaii vào ngày 26 tháng 9 quay về San Diego, rồi đi qua kênh đào Panama để đến Xưởng hải quân Philadelphia, nơi nó được cho ngừng hoạt động vào ngày 19 tháng 11 năm 1945. Tên của nó được rút khỏi danh sách Đăng bạ Hải quân vào ngày 5 tháng 12 năm 1945; và nó được bán cho hãng Northern Metal Company, Philadelphia vào ngày 26 tháng 11 năm 1946 để tháo dỡ.

## Phần thưởng
Manley được tặng thưởng 5 Ngôi sao Chiến đấu cùng danh hiệu Đơn vị Tưởng thưởng Hải quân do thành tích phục vụ trong Chiến tranh Thế giới thứ hai.